# Tour de la Région wallonne 1996
Il Tour de la Région wallonne 1996, ventitreesima edizione della corsa e prima con questa denominazione, si svolse dal 3 all'8 agosto 1996 su un percorso di 810 km ripartiti in 6 tappe e un cronoprologo, con partenza da Lodelinsart e arrivo a Houffalize. Fu vinto dal tedesco Thomas Fleischer della squadra Lotto-Isoglass, davanti al francese Pascal Chanteur e all'italiano Maurizio Frizzo.

## Tappe
| Tappa  | Data     | Percorso                                      | km    | Vincitore di tappa  | Leader cl. generale |
| ------ | -------- | --------------------------------------------- | ----- | ------------------- | ------------------- |
| Prol.  | 3 agosto | Lodelinsart > Lodelinsart (cron. individuale) | 2,9   | Frank Vandenbroucke | Frank Vandenbroucke |
| 1ª     | 4 agosto | Obourg > Estaimpuis                           | 82,3  | Nico Mattan         | Frank Vandenbroucke |
| 2ª     | 4 agosto | Luingne > Wattrelos                           | 18,1  | Frank Vandenbroucke | Frank Vandenbroucke |
| 3ª     | 5 agosto | Chapelle-lez-Herlaimont > Amay                | 162,3 | Thomas Fleischer    | Glenn D'Hollander   |
| 4ª     | 6 agosto | Amay > Herve                                  | 188,8 | Scott Sunderland    | Glenn D'Hollander   |
| 5ª     | 7 agosto | Aubel > Alle sur Semois                       | 203,5 | Frank Vandenbroucke | Thomas Fleischer    |
| 6ª     | 8 agosto | Bouillon > Houffalize                         | 151,8 | Angiolo Lorenzoni   | Thomas Fleischer    |
| Totale | Totale   | Totale                                        | 810   |                     |                     |

## Dettagli delle tappe

### Prologo
- 3 agosto: Lodelinsart > Lodelinsart (cron. individuale) – 2,9 km

| Pos. | Corridore           | Squadra  | Tempo |
| ---- | ------------------- | -------- | ----- |
| 1    | Frank Vandenbroucke | Mapei-GB | 3'23" |
| 2    | Scott Sunderland    | Lotto    | a 4"  |
| 3    | Nico Mattan         | Lotto    | a 5"  |

| Pos. | Corridore           | Squadra  | Tempo |
| ---- | ------------------- | -------- | ----- |
| 1    | Frank Vandenbroucke | Mapei-GB | 3'23" |
| 2    | Scott Sunderland    | Lotto    | a 4"  |
| 3    | Nico Mattan         | Lotto    | a 5"  |

### 1ª tappa
- 4 agosto: Obourg > Estaimpuis – 82,3 km

| Pos. | Corridore       | Squadra   | Tempo    |
| ---- | --------------- | --------- | -------- |
| 1    | Nico Mattan     | Lotto     | 1h49'40" |
| 2    | Peter De Clercq | Collstrop | a 1"     |
| 3    | Paul Van Hyfte  | Lotto     | s.t.     |

| Pos. | Corridore           | Squadra  | Tempo    |
| ---- | ------------------- | -------- | -------- |
| 1    | Frank Vandenbroucke | Mapei-GB | 1h53'05" |
| 2    | Nico Mattan         | Lotto    | a 3"     |
| 3    | Paul Van Hyfte      | Lotto    | a 4"     |

### 2ª tappa
- 4 agosto: Luingne > Wattrelos – 18,1 km

| Pos. | Corridore           | Squadra  | Tempo  |
| ---- | ------------------- | -------- | ------ |
| 1    | Frank Vandenbroucke | Mapei-GB | 22'02" |
| 2    | David Millar        |          | a 11"  |
| 3    | Nico Mattan         | Lotto    | a 31"  |

| Pos. | Corridore           | Squadra  | Tempo    |
| ---- | ------------------- | -------- | -------- |
| 1    | Frank Vandenbroucke | Mapei-GB | 2h15'07" |
| 2    | David Millar        |          | a 22"    |
| 3    | Nico Mattan         | Lotto    | a 34"    |

### 3ª tappa
- 5 agosto: Chapelle-lez-Herlaimont > Amay – 162,3 km

| Pos. | Corridore        | Squadra         | Tempo    |
| ---- | ---------------- | --------------- | -------- |
| 1    | Thomas Fleischer | Lotto           | 4h04'10" |
| 2    | Pascal Chanteur  | Petit Casino    | s.t.     |
| 3    | Erwin Thijs      | Vlaanderen 2002 | a 23"    |

| Pos. | Corridore         | Squadra         | Tempo    |
| ---- | ----------------- | --------------- | -------- |
| 1    | Glenn D'Hollander | Vlaanderen 2002 | 6h20'41" |
| 2    | Thomas Fleischer  | Lotto           | a 7"     |
| 3    | Pascal Chanteur   | Petit Casino    | a 19"    |

### 4ª tappa
- 6 agosto: Amay > Herve – 188,8 km

| Pos. | Corridore           | Squadra  | Tempo    |
| ---- | ------------------- | -------- | -------- |
| 1    | Scott Sunderland    | Lotto    | 4h45'20" |
| 2    | Maurizio Frizzo     |          | a 1"     |
| 3    | Frank Vandenbroucke | Mapei-GB | s.t.     |

| Pos. | Corridore         | Squadra         | Tempo     |
| ---- | ----------------- | --------------- | --------- |
| 1    | Glenn D'Hollander | Vlaanderen 2002 | 11h06'06" |
| 2    | Thomas Fleischer  | Lotto           | a 7"      |
| 3    | Pascal Chanteur   | Petit Casino    | a 16"     |

### 5ª tappa
- 7 agosto: Aubel > Alle sur Semois – 203,5 km

| Pos. | Corridore           | Squadra      | Tempo    |
| ---- | ------------------- | ------------ | -------- |
| 1    | Frank Vandenbroucke | Mapei-GB     | 5h30'11" |
| 2    | Maurizio Frizzo     |              | a 1'44"  |
| 3    | Pascal Chanteur     | Petit Casino | s.t.     |

| Pos. | Corridore        | Squadra      | Tempo     |
| ---- | ---------------- | ------------ | --------- |
| 1    | Thomas Fleischer | Lotto        | 16h38'09" |
| 2    | Pascal Chanteur  | Petit Casino | a 8"      |
| 3    | Maurizio Frizzo  |              | a 1'10"   |

### 6ª tappa
- 8 agosto: Bouillon > Houffalize – 151,8 km

| Pos. | Corridore         | Squadra  | Tempo    |
| ---- | ----------------- | -------- | -------- |
| 1    | Angiolo Lorenzoni |          | 3h35'22" |
| 2    | Roger Beuchat     |          | s.t.     |
| 3    | Dario Nicoletti   | Mapei-GB | a 2"     |

| Pos. | Corridore        | Squadra      | Tempo     |
| ---- | ---------------- | ------------ | --------- |
| 1    | Thomas Fleischer | Lotto        | 20h15'48" |
| 2    | Pascal Chanteur  | Petit Casino | a 8"      |
| 3    | Maurizio Frizzo  |              | a 1'10"   |

## Classifiche finali

### Classifica generale
| Pos. | Corridore           | Squadra                     | Tempo     |
| ---- | ------------------- | --------------------------- | --------- |
| 1    | Thomas Fleischer    | Lotto-Isoglass              | 20h15'48" |
| 2    | Pascal Chanteur     | Petit Casino                | a 8"      |
| 3    | Maurizio Frizzo     |                             | a 1'10"   |
| 4    | Gérard Rué          | Gan                         | a 5'09"   |
| 5    | Fabrice Gougot      | Petit Casino                | a 6'07"   |
| 6    | Glenn D'Hollander   | Vlaanderen 2002-Eddy Merckx | a 9'38"   |
| 7    | Erwin Thijs         | Vlaanderen 2002-Eddy Merckx | a 10'25"  |
| 8    | Sebastien Demarbaix | Lotto-Isoglass              | a 12'12"  |
| 9    | Danny In't Ven      |                             | a 13'21"  |
| 10   | Nico Mattan         | Lotto-Isoglass              | a 13'28"  |